# Schwanewede
Schwanewede – gmina samodzielna (niem. Einheitsgemeinde) w Niemczech, w kraju związkowym Dolna Saksonia, w powiecie Osterholz.

## Geografia
Gmina Schwanewede położona jest ok. 14 km na zachód od miasta Osterholz-Scharmbeck.